# Palácio Zaouche

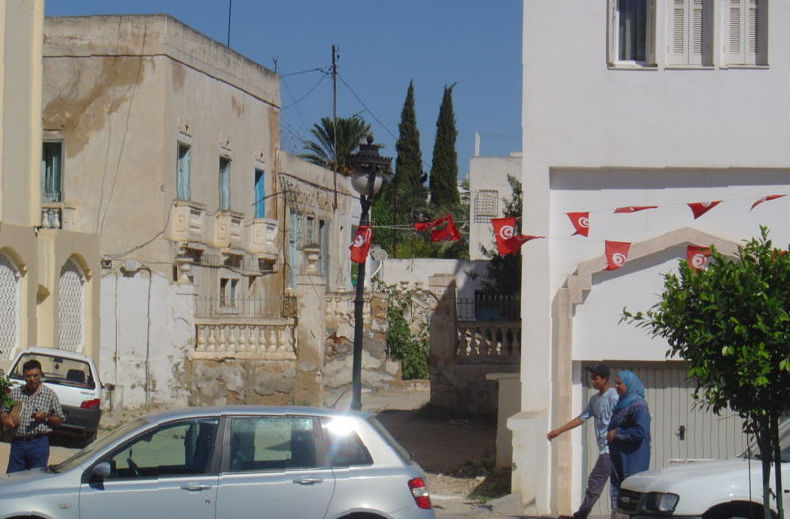
Vista parcial do Palácio Zaouche a partir da rua.

O Palácio Zaouche (em árabe: قصر الزاوش) é um palácio abandonado da cidade de Ariana, na Tunísia, e um dos raros vestígios do património imobiliário dos séculos XVIII e XIX daquela cidade. O palácio tem o nome do General Béchir Zaouche.

## História e arquitectura

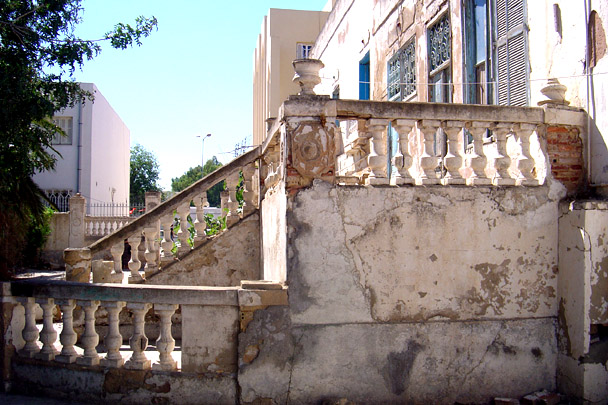
Escadaria exterior do Palácio Zaouche.

Ocultado em 1999 pela construção dum pequeno edifício administrativo, as suas majestosas palmeiras são classificadas. A sua tipologia de origem, a sua volumetria e os seus materiais ainda são visíveis: colunas graciosas, escadaria exterior em pedra calcária pontuada por grandes tanques ilatianizantes e poços localizados no piso de serviço e irrigando vários domínios graças a um motor, cujo mecanismo museológico ainda está no local. Várias lendas glorificam esta propriedade, entre as quais uma que fala na comunicação das caves (hoje muradas) com o famoso mausoléu de Sidi Belhassen, situado a alguns quilómetros.
No interior, verifica-se uma real generosidade do espaço e uma tipologia clássica, com enfiadas de salas arabisantes, com tectos altos cobertos de cerâmica ou de madeira, perfurados e pintados, que se declinam diferentemente do vestíbulo aos salões: em caixotões de revestimento, em losangos que se ajustam e em falsas colunas. 
A reutilização do edifício fez correr muita tinta. Isto apresenta várias questões históricas, arquitectónicas e paisagísticas mas também identitárias no momento da padronização dos materiais de construção e da diminuição da qualidade de construção que afecta certos aglomerdados tunisinos em desenvolvimento rápido. A reabilitzção do edifício permitiria fazer a economia duma destruição e duma reconstrução privilegiando o reemprego do edifício existente como é o caso em numerosas zonas históricas classificadas. Além disso, dotar o Palácio Zaouche e o seu grande jardim de novas funções culturais e mesmo oficiais (colóquios, ateliers, recepções ou casamentos) seria economicamente interessante para o município. Uma política de salvaguarda em maior escala consistiria em reconstituir um percurso turístico em Ariana incluindo, entre outros, o Palácio Baccouche (centro nacional da dança) e o Palácio Ben Ayed (câmara municipal).
Parece, portanto, urgente devlver ao Palácio Zaouche os seus encantos de outrora e, através dele, restaurar um pedaço da memória arianesa. Essa reciclagem deve fazer-se de forma inteligente e os valores duma tal intervenção são bem conhecidos: estas vantagens são afirmadas em numerosos ambientes, como a Medina de Tunes e, ainda, nas cidades da Bacia do Mediterrâneo. Françoise Choay escreveu que o património tem um valor revolucionário porque introduz o tempo e permite preparar o tempo futuro: "a história tem por função excitar a consciência do presente".

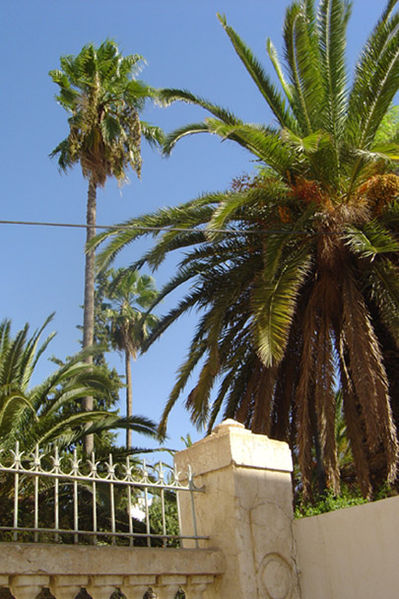
Vista do jardim
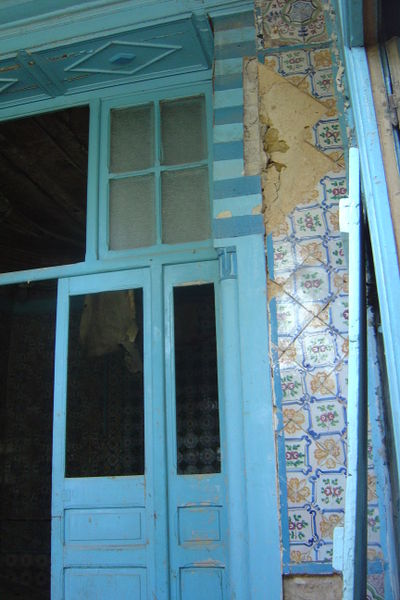
Detalhe duma porta
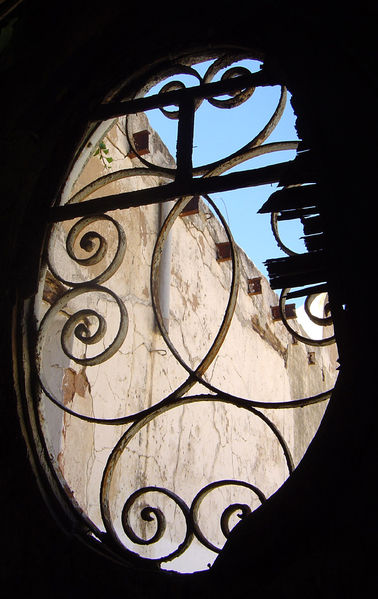
Lucarna em ferro forjado